# 安东尼奥·特赫罗
安东尼奥·特赫罗·莫利纳（西班牙語：Antonio Tejero Molina，1932年4月30日—）是西班牙军人。1981年2月23日政變的首要谋划者。

## 生平
1932年出生于马拉加省。二战后的1951年以中尉军衔进入国民警卫队，被分配到加泰罗尼亚。1958年晋升上尉，先后驻派加利西亚，贝莱斯-马拉加和加那利群岛。1963年晋升少校，驻派大加那利岛的拉斯帕尔马斯省和巴达霍斯省。1974年晋升中校，在吉普斯夸省军区任职。由于公开诋毁巴斯克旗幟遭到市民反对而被调职。他致力于打击地区恐怖组织埃塔，因此升任国民警卫队马德里指挥中心参谋长。
1975年11月，西班牙独裁者佛朗哥病逝。他的继任者胡安·卡洛斯宣布改革独裁体制，推行政治民主化。1978年，他参加了反对西班牙民主化进程的政变“银河行动”，在计划失败后被捕入狱。在被监禁7个月之后被释放，仍返回军队任职。

### 1981年政变
1981年2月23日下午，特赫罗带领约一百五十名军人冲进众议院，向会议厅的天花板开了数枪，武力劫持正在开会的众议员和内阁成员。在胡安·卡洛斯国王的指挥下，除巴伦西亚的绝大部分军区负责人和军队表示效忠国王。特赫罗于24日上午向政府军投降。

### 晚年
1982年，他创立了西班牙团结，这是一个极右翼党派。1982年6月3日下午，西班牙最高军事法庭作出最终判决。安东尼奥·特赫罗被判处三十年有期徒刑。他在埃纳雷斯堡服刑，后被减刑，1996年12月2日获释。之后，他一直居住在馬拉加省的滨海托雷。
2006年，他向《今日梅利利亚》报投稿，呼吁执政的西班牙工人社会党就新制定的《加泰罗尼亚自治条例》举行全民公投。在智利总统，军事独裁者奥古斯托·皮诺切特于2006年去世后，特赫罗在马德里参加了纪念活动。2009年，他的儿子拉蒙·特赫罗·迭斯在《阿贝赛报》刊文称，“父亲是一位虔诚的宗教信徒，他为西班牙奉献终身”。
截至2018年，他居住在马德里和滨海托雷，以绘画为生。2018年2月23日，他参加了卡门·佛朗哥的葬礼。2018年5月29日，西班牙陆军发表了关于他去世的消息。根据他的儿子的说法，该消息纯属谣言。